# Адольф Патера
Адольф Патера (11 липня 1819, Відень — 26 червня 1894) — богемський хімік, мінералог і металург, найбільш відомий своєю важливою роллю в утилізації урану для виробництва кольорів у склі, а також пов'язаний з видобутком срібла з шахти в Йоахімсталі, який тоді був частиною Австро-Угорської імперії, тепер відомий як Яхимов. Мінерал патераїт, молібдат кобальту, названо на його честь.